# Амадис Греческий
«Амадис Греческий» (исп. Amadís de Grecia) — рыцарский роман испанского писателя Фелисиано де Сильва, продолжение «Амадиса Гальского». Был опубликован в 1530 году и рассказывает о приключениях Амадиса Греческого, рыцаря Пылающего Меча. Имел большой успех у читателей, упоминается в романе Мигеля де Сервантеса «Дон Кихот» как одна из книг, принадлежавших главному герою. Исследователи отмечают, что в этом романе сильны пасторальные мотивы в соответствии с существовавшей тогда литературной модой.